# Колосниково
Колосниково (укр. Колосникове) — посёлок, входит в Макеевский городской совет Донецкой области Украины. Находится под контролем самопровозглашённой Донецкой Народной Республики.

## География

#### Соседние населённые пункты по сторонам света
С, СЗ, З, ЮЗ: город Макеевка
СВ: Красный Октябрь, Большое Орехово
В: город Харцызск
ЮВ:  Пролетарское, Молочарка, Гусельское, Шевченко
Ю: Свердлово (примыкает), Угольщик

## Население
Население по переписи 2001 года составляло 607 человек.

## Общая информация
Почтовый индекс — 86192. Телефонный код — 6232. Код КОАТУУ — 1413569600.

## Местный совет
86192, Донецкая обл., Макеевский городской совет, пгт. Пролетарское, ул. Центральная, 4, 6-14-46 